# Biometri

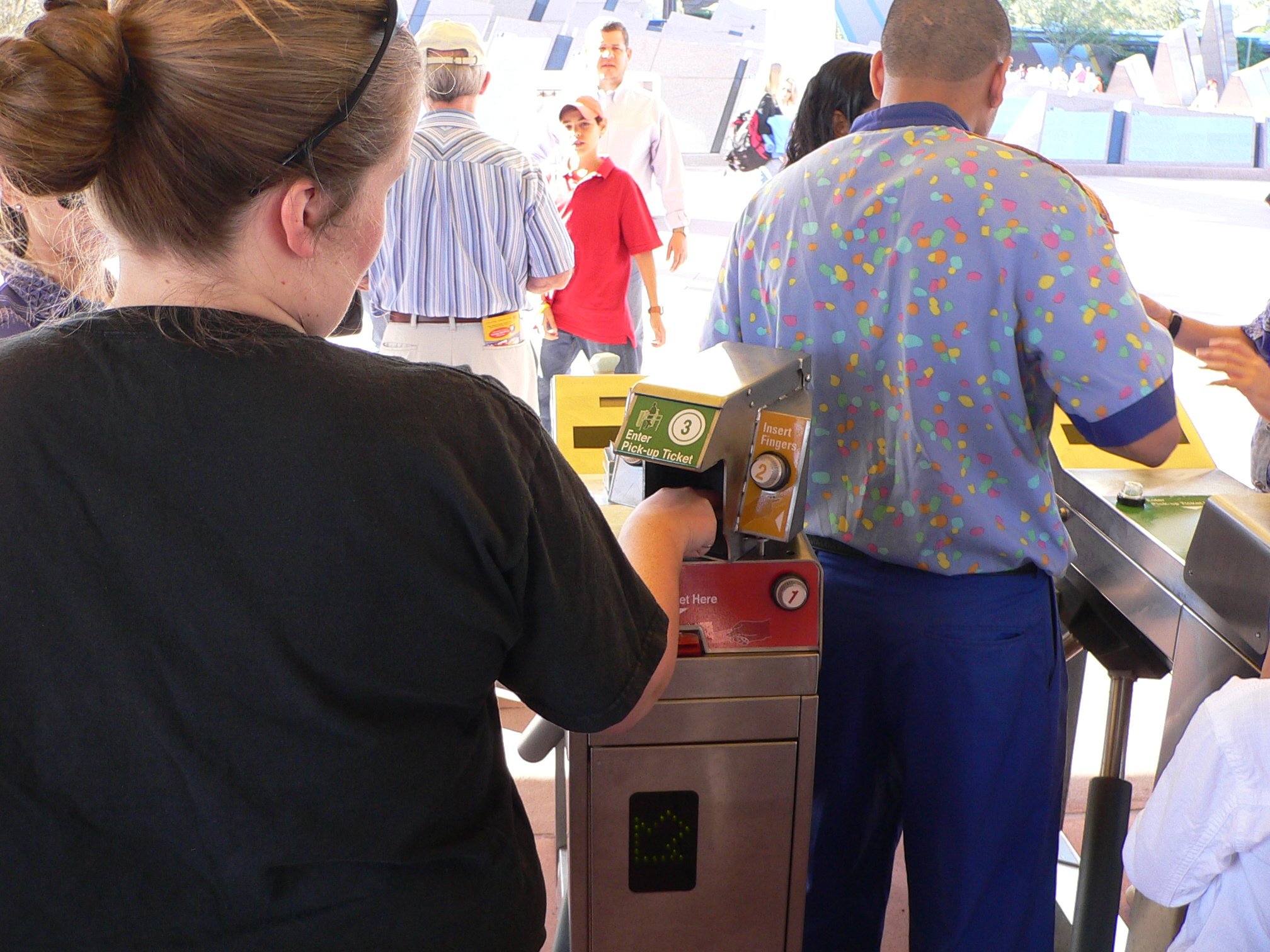
Vid Disney World i Florida, används besökarnas fingeravtryck för att bekräfta att biljetter används av samma person dag efter dag.

Biometri, av de grekiska orden bi'os (liv) och me'tron (mått), är en sammanfattande term som används för alla de matematiska och statistiska metoder som används inom biologin. Ett exempel är ringmärkning av fåglar.

## Biometri vid övervakning och identifiering
Termen biometri används för de tekniker som finns tillgängliga för att mäta delar av kroppen elektroniskt, och på så sätt identifiera personer.

## Biometritekniker
Biometritekniker är samlingsnamnet för en rad automatiserade tekniker som identifierar personer. Somliga har varit i kommersiell drift sedan många år, medan vissa andra är under utveckling. Det finns även lösningar, så kallade multibiometri, som kombinerar två eller flera biometritekniker.
- Fysiologiska egenskaper: ansikte, regnbågshinna och näthinna (retina), rösten, hand och fingeravtryck, signatur, vilopuls och blodkärl, samt DNA.
- Tillhörande mänskliga egenskaper: exempelvis tatueringar och klädfärg.
- Beteendeegenskaper som: betendet med datormus, tangentbord och smartmobil (tiden mellan nedslagen på ett tangentbord eller en pekskärm, om inmatningen sker med touch-baserad utrustning kan man få veta både var och hur hårt tryckningen sker, även hur en smartmobil hålls kan registreras), samt gångrytm och även köpbeteende.

## Fördelar med biometritekniker
Biometrins fördelar kan i princip sammanfattas i tre olika områden: säkerhet, användarvänlighet och kostnadsbesparing (till exempel administrationskostnader för glömda lösenord). Bland tekniker för personidentifiering är biometritekniker – samt multifaktorslösningar som använder sig av biometritekniker – är de enda som verkligen länkar en person till funktionen/tjänsten i fråga. 

## Nackdelar med biometritekniker
Nackdelar kring biometritekniken kan handla om osäkra system, samt oro gällande dels lagringen av personuppgifter och dels kostnaden för anordningar som tillåter biometrisk identifikation.

### Notförteckning
1. ↑  Karlsson, Mats; Mörner, Erik (25 april 2017). ”Samsungs ansikts-ID långt ifrån redo för betaltjänster”. Mobil. https://www.mobil.se/nyheter/samsungs-ansikts-id-l-ngt-ifr-n-redo-f-r-betaltj-nster. Läst 1 december 2018.
2. ↑  ”Biometrik – om svensken själv får välja”. Dagens handel. 26 september 2016. https://www.dagenshandel.se/article/view/340772/biometrik_om_svensken_sjalv_far_valja. Läst 1 december 2018.